# William Rosenberg
William Rosenberg (12 de febrero de 1920 – 6 de noviembre de 2014) fue un actor y pintor de nacionalidad danesa.

## Biografía
Su nombre completo era William Walt Rosenberg, y nació en Copenhague, Dinamarca, siendo su padre el pintor Ivar Rosenberg. En un principio se formó para ser pintor de la construcción, actividad a la que se dedicó entre 1936 y 1940.
Sin embargo, pasó un tiempo como estudiante en la Real Academia de Bellas Artes de Dinamarca y en el Frederiksberg Teater. Además, entre 1944 y 1946 se formó en la escuela del Teatro Real de Copenhague, en el cual debutó con el papel de Dr. Herming en la obra Indenfor Murene, de Henri Nathansen. Otros de sus papeles teatrales fueron Orlando en Como gustéis (de Shakespeare), Kostobarus en En Idealist (Kaj Munk) y Herløv en Eventyr paa Fodrejsen (Jens Christian Hostrup).
Estuvo ligado con el Teatro Real de Copenhague hasta 1968, interrumpiendo su trabajo de manera regular para hacer diferentes exposiciones de pintura. En 1955 Rosenberg había debutado como pintor en una exposición en la sala de Børge Birch, en el Palacio de Charlottenborg, Kunsten 55, siendo miembro de la Asociación Kontrast en Odense entre 1972 y 1994. Como pintor, trabajó también con la acuarela y con el linograbado.
Tras un tiempo en Copenhague, Rosenberg trabajó también con el Odense Teater, en el cual fue actor, director, escenógrafo, conferenciante y cartelista.
Rosenberg estuvo casado con la actriz Helle Virkner, y después con la también actriz Jeanne Darville. Su última esposa, con la cual estuvo casado más de 20 años, fue Jette Klingbech.
William Rosenberg fue nombrado Caballero de la Orden de Dannebrog. En 2013 se publicó el libro Kunsten at kunne, basado en entrevistas con William Rosenberg y colegas. Rosenberg falleció en el año 2014 en Odense, Dinamarca.

## Filmografía (selección)
- 1948 : Mens porten var lukket
- 1948 : Penge som græs
- 1950 : Mosekongen
- 1951 : Fodboldpræsten
- 1951 : Unge piger forsvinder i København
- 1951 : Fra den gamle købmandsgård
- 1952 : Det store løb
- 1954 : Arvingen
- 1957 : Tre piger fra Jylland
- 1957 : En kvinde er overflødig
- 1958 : Mariannes bryllup
- 1962 : Der brænder en ild
- 1963 : Syd for Tana River
- 1963 : Dronningens vagtmester
- 1966 : Nu stiger den
- 1966 : Utro
- 1966 : Min søsters børn
- 1966 : Ih, du forbarmende
- 1967 : Min søsters børn på bryllupsrejse
- 1968 : Min søsters børn vælter byen
- 1971 : Min søsters børn når de er værst
- 1973 : Fætrene på Torndal
- 1977 : Skytten
- 2002 : At kende sandheden
- 2005 : Opbrud
- 2008 : Max Pinlig